# Campania (incrociatore)
Il Campania è stato un incrociatore leggero per servizi coloniali (poi cannoniera) della Regia Marina.

## Storia
Costruito tra il 1913 ed il 1917 nei cantieri di Castellammare di Stabia su progetto del Generale Ispettore del Genio Navale Giuseppe Rota, il Campania, così come il gemello Basilicata, era derivato dall'ariete torpediniere Calabria. Le due navi vennero costruite una davanti all'altra sullo stesso scalo, e varate lo stesso giorno: il Campania fu il primo ad essere varato, senza alcun problema, mentre il Basilicata, varato subito dopo, ruppe i cavi che lo trattenevano e scese in mare da solo.
Unità di concezione ormai obsoleta con poche qualità belliche, aveva l'armamento principale costituito da sei cannoni da 152 mm, di cui due disposti in postazioni girevoli scudate a prua e a poppa, mentre gli altri quattro erano disposti in barbetta lungo le fiancate.
Impiegata principalmente in compiti di collegamento con le colonie, la nave partecipò alla prima guerra mondiale, ma non prese parte a nessuna azione bellica di rilievo.
Nel 1921 l'unità, per il suo scarso valore bellico, venne declassata a cannoniera dopo appena quattro anni di servizio. Nel 1922 il Campania venne privato di due dei cannoni da 152/40 mm e altri due vennero rimossi nel corso degli anni trenta..
Oltre che come unità coloniale, il Campania era stato pensato anche per un possibile uso come nave scuola, disponendo di sistemazioni per 100 cadetti. A partire dal 1932, pertanto, la nave venne impiegata solo come unità per l'addestramento cadetti.
Radiato nel 1937, l'ormai vecchio ex incrociatore venne avviato alla demolizione.

## Persone legate alla Regia Nave Campania
- Alessandro Michelagnoli